# Kimhyonggwon
Kimhyonggwon là một huyện của tỉnh Ryanggang tại Cộng hòa Dân chủ Nhân dân Triều Tiên. Tên của huyện được đặt theo Kim Hanh Quyền, chú ruột của Kim Nhật Thành. Huyện giáp với tỉnh Hamgyong Nam ở phía nam. Huyện trước đây có tên là Pungsan, và lấy tên gọi như ngày nay từ năm 1990. Huyện được biết đến với phong cảnh ấn tượng và giống chó săn Pungsan.
Kimhyonggwon nằm ở rìa đông nam của cao nguyên Kaema, và có địa hình đồi núi. Dãy núi Hamgyong và dãy núi Puksubaek đều nằm trên địa bàn huyện, đỉnh cao nhất là Paeksan. Huyện có nhiều sông suối và lớn nhất trong số đó là sông Hochon. Khoảng 88% diện tích của huyện là đất rừng.
Huyện có một số nhà máy thủy điện. Nông nghiệp trên địa bàn chủ yếu là canh tác cạn với các loại cây trồng chính như hoa bia và cây lanh. Ngoài ra, khoai tây, lúa mì, đỗ tương, lúa mạch cũng được trồng. Huyện cũng có ngành công nghiệp chế tạo và khai mỏ, các loại khoáng sản trên địa bàn gồm vàng, niken, than chì. Huyện không có đường sắt.
Năm 2008, dân số toàn huyện Kimhyonggwon là 37.528 người (17.484 nam và 20.044 nữ), trong đó, dân cư đô thị là 12.635 người (33,7%) còn dân cư nông thôn là 24 893 người (66,3%).